# Комаров, Аполлон Петрович
Аполлон Петрович Комаров (15 декабря 1859 — неизвестно) — инженер-технолог, учёный, общественный деятель. Многолетний заведующий механическими мастерскими Харьковского технологического института. Член правления Харьковской общественной библиотеки, председатель правления библиотеки в 1908—1910 годах.

## Биография
Родился 15 декабря 1859 года. В 1884 году окончил Санкт-Петербургский технологический институт. В течение 1894—1923 годов работал в Харьковском технологическом институте. Преподавал черчение и проектирование механизмов и паровых котлов. В то же время заведовал механическими мастерскими института в 1896, 1903, 1906—1916 годах и заведовал институтским музеем в 1903 году. Был казначеем Общества вспомоществования нуждающимся студентам института. Из-за конфликта с тогдашним директором института — Николаем Шиллером, — был вынужден покинуть ХТИ. В 1904—1905 годах работал в Томском технологическом институте. Вернулся в Харьков после отставки Шиллера. Механик Пономарёв, занимавший в отсутствие Комарова его должность, сам предложил уступить её обратно, чем вызвал горячее одобрение коллег во главе с профессором Николаем Пильчиковым. Комаров продолжил работать в институте и в 1917 году получил должность экстраординарного профессора ХТИ.
С 1896 года состоял членом Южнорусского общества технологов, а в 1916 году входил в состав ревизионной комиссии общества. Также Аполлон Комаров был членом Харьковского отделения Императорского Русского технического общества, участвовал в Первом Менделеевском съезде (1907). Состоял членом экспертной комиссии по испытанию двигателей внутреннего сгорания при Харьковском обществе сельского хозяйства (1914).
Аполлон Комаров состоял членом Харьковского общества грамотности в 1915—1916 годах. Занимал должность председателя попечительского совета Художественно-ремесленной учебной мастерской декоративной живописи имени полковника Бородаевского при этом обществе в 1903 году и в период 1915—1916 годов.
Имел гражданский чин статского советника от 7 февраля 1902 года. Награждался орденами св. Анны 3-го и св. Станислава 2-й степени (1.01.1911).

## Деятельность в Харьковской общественной библиотеке
Его общественная деятельность была тесно связана с Харьковской общественной библиотекой. С 11 декабря 1894 по 1918 год избирался членом Правления библиотеки. 2 апреля 1908 года избран председателем правления и работал на этой должности в 1908—1910 годах. Комаров заведовал хозяйственной частью библиотеки, заботился о сохранности библиотечного фонда. В 1895 году участвовал в сверке книжного фонда первого и второго «разрядов», по результатам которой на 1 октября 1896 года фонд составил 62 966 экземпляров книг и журналов. В 1915 году избирался товарищем (заместителем) председателя правления библиотеки.
Неоднократно принимал участие в работе над дополнениями к уставу библиотеки. В 1899 году благодаря его деятельности были введены новые статусы членов библиотеки (действительный, почётный, пожизненный), появились положения об филиальных отделениях и книжном магазине при библиотеке. В 1918 году участвовал в обсуждении проекта нового устава.
Комаров наблюдал за работой абонемента и книгохранилища. Совместно с Александром Чемпковским заведовал кабинетом библиотековедения. Заведовал разделами каталога «Математика», «Сельское хозяйство. Технологии». Занимался привлечением книжных пожертвований, для чего налаживал связи с организациями и частными лицами. Для комплектования фонда ознакамливался с книгами, присылаемыми книжными магазинами «Нового времени», А. Дредера, Ф. А. Иогансона и И. Д. Сытина, московским издательством «Книжный посредник».
24 апреля 1900 года был избран председателем строительной комиссии и принимал непосредственное участие в разработке заданий для архитекторов. За свой счёт ездил изучать устройство книгохранилищ Московского университета, архива Министерства юстиции, других библиотек. Совместно с комиссией пересмотрел программу проекта строительства здания библиотеки. Составил технические расчёты книгохранилища, рассчитал и сконструировал его металлические конструкции. Разработал требования пожарной безопасности библиотечного здания.
Алексей Грузинцев от лица правления так отмечал деятельность Аполлона Комарова: «Вы много внимания, труда посвятили на составление различных смет, проектов, чертежей. Вам … принадлежит честь и слава по составлению проекта книгохранилища. Вы на собственные средства ездили для изучения книгохранилищ библиотек Москвы … Члены [Библиотеки] выражают Вам искреннюю благодарность и пожелание видеть Вас в своей среде как дорогого сочлена, которому так близки интересы общественной библиотеки, как высокопросвещённого, культурного учреждения».
Книги с автографами Аполлона Комарова хранятся в фондах Научно-технической библиотеки Национального технического университета «Харьковский политехнический институт».